# Golfmarsvin
Golfmarsvinet eller Vaquita (Phocoena sinus) er en tandhval i marsvinefamilien. Den findes kun i den nordligste del af den Californiske Golf og har den mest begrænsede udbredelse af alle hvaler. Arten er stærkt udrydningstruet. Golfmarsvinet blev først beskrevet videnskabeligt i 1958 af Ken Norris.
Golfmarsvin når en længde på 1,2-1,5 m og vejer 30-55 kg og regnes for at være verdens mindste hval.
Bestanden er på ca. 10 individer og er akut truet af udryddelse på grund af bifangst i garnfiskeri.
I august 2023 udstedte Den internationale hvalfangstkommission sin første udryddelsesalarm i organisationens levetid og meddelte der skal handles hurtig for at redde bestanden, dog samtidigt at en ny kalv er blevet observeret året før.